# Гней Корнелий Сципион Азина
Гней Корнелий Сципион Азина (лат. Gneus Cornelius Scipio Asina) — римский военачальник и политический деятель из патрицианского рода Корнелиев, консул 260 и 254 годов до н. э. Участник Первой Пунической войны.

## Происхождение
Гней Корнелий принадлежал к знатному и разветвлённому патрицианскому роду Корнелиев. Когномен Сципион античные писатели считали происшедшим от слова посох: «Корнелий, который [своего] тёзку — отца, лишённого зрения, направлял вместо посоха, был прозван Сципионом и передал это имя потомкам». Самого раннего носителя этого когномена звали Публий Корнелий Сципион Малугинский; отсюда делается предположение, что Корнелии Сципионы были ветвью Корнелиев Малугинских. Второй когномен Гнея, Азина, означает «ослица»; согласно Макробию, Гней Корнелий получил такое прозвище, потому что однажды, когда от него требовалось предоставить поручителей, привёл вместо них на форум ослицу, гружёную золотом. Исследователи считают такое объяснение «неудовлетворительным».
Отцом Гнея был Луций Корнелий Сципион Барбат, братом — Луций Корнелий Сципион, консул 259 года до н. э. и дед Сципиона Африканского.

## Биография
Гней Корнелий впервые упоминается в источниках в связи с событиями 260 года до н. э., когда он получил свой первый консулат. Его коллегой стал плебей Гай Дуилий. В это время Рим вёл войну против Карфагена и после первых сухопутных побед на Сицилии готовился развернуть военные действия на море. К 260 году до н. э. был построен флот в 130 кораблей, возглавить который выпало Сципиону. Консул направил эскадру в Мессану, а сам с авангардом в 17 кораблей отплыл ещё раньше, чтобы подготовить мессанский порт к приёму эскадры. В пути он узнал, что есть возможность занять город Липары на одном из островов Липарского архипелага. Когда Сципион уже стоял в гавани Липар, неожиданно появилась карфагенская эскадра; Гней Корнелий, растерявшись, не смог оказать сопротивление, и римские корабли достались врагу без боя. Сам консул был взят в плен обманом, во время переговоров.
Позже Гней Корнелий был освобождён из плена, но неизвестно, когда и при каких обстоятельствах это произошло. По-видимому, римляне не видели особой вины Сципиона Азины в липарском поражении. Именно так в историографии объясняют тот факт, что в 254 году до н. э. Гней Корнелий стал консулом во второй раз. Теперь его коллегой был плебей Авл Атилий Калатин, для которого это тоже был второй консулат. Вдвоём консулы возглавили только что построенный флот в 220 кораблей, с которым переправились в Мессану, а потом атаковали важнейший опорный пункт карфагенян на севере Сицилии — Панорм. Римлянам удалось взять штурмом городские укрепления, а потом после долгой осады они принудили к капитуляции цитадель. В результате под контроль Рима без боя перешло почти всё северное побережье острова, за исключением города Термы.
Предположительно Гней Корнелий сыграл более важную роль в этой кампании, чем его коллега. Во всяком случае, фасты, сообщая о триумфе, состоявшемся в начале 253 года до н. э., называют только его имя.

## Потомки
Сыном Гнея Корнелия был Публий Корнелий Сципион Азина, консул 221 года до н. э.